# Стадион Ереванской футбольной академии
Стадион Ереванской футбольной академии, официально Стадион технического центра-академии ФФА — футбольный стадион в Ереване, Армения. Расположен в районе Аван, в комплексе Ереванской футбольной академии. Иногда стадион называют стадионом Футбольной академии Авана.

## История

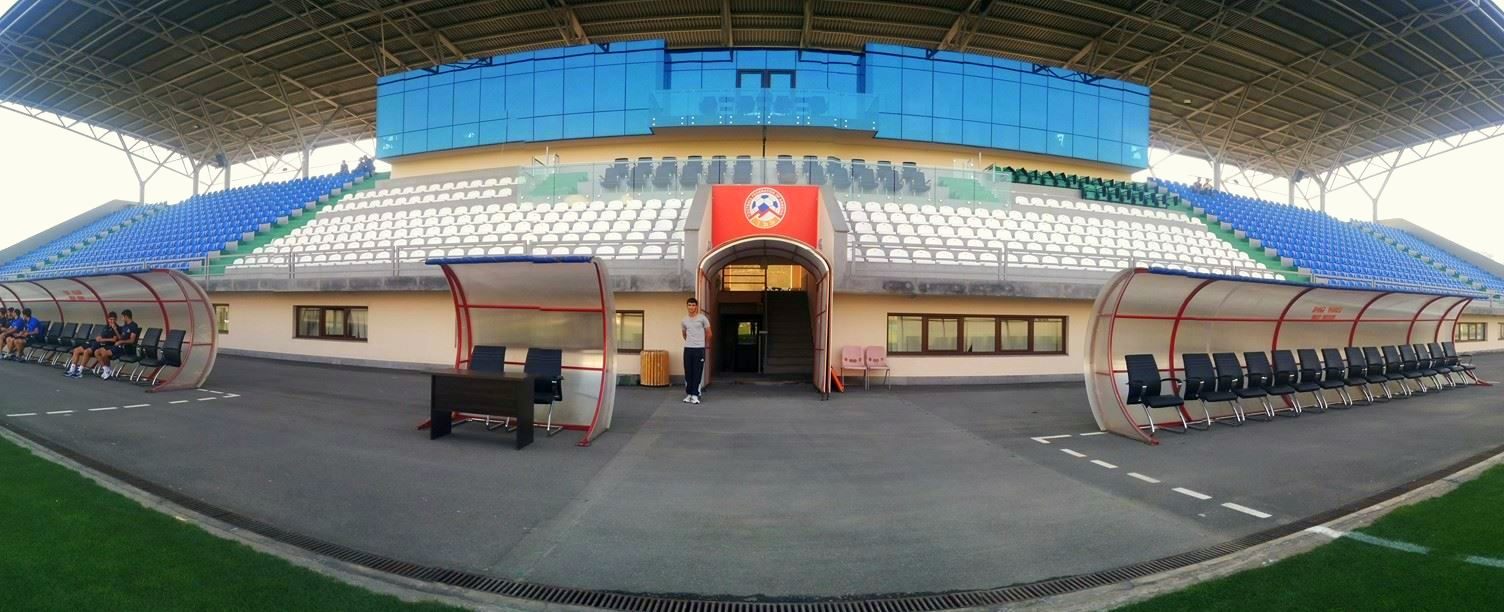
Главная трибуна

Стадион на 1428 мест был официально открыт 29 апреля 2013 года мэром Еревана Тароном Маргаряном. Однако первый официальный матч на стадионе состоялся ранее, 13 апреля 2013 года, между командами «Пюник» и «Бананц» в рамках чемпионата Армении по футболу. Матч закончился со счетом 4:0 в пользу «Пюника».
Стадион был домашней ареной клуба «Пюник» с 2013 по 2017 год.
Стадион является частью Технического центра-Академии Федерации футбола Армении, который был официально открыт 1 сентября 2010 года президентом УЕФА Мишелем Платини. В центре есть главный футбольный стадион, 9 футбольных тренировочных полей (8 натуральных и 1 искусственное), 4 открытых теннисных корта, крытый спортивный зал, крытый и открытый бассейны, фитнес-центр и 4-звездочный отель на 49 номеров.
С 2017 стадион является домашней ареной «Арарат-Армении». Позднее это поле стало домашним для «ЦСКА»

## Галерея

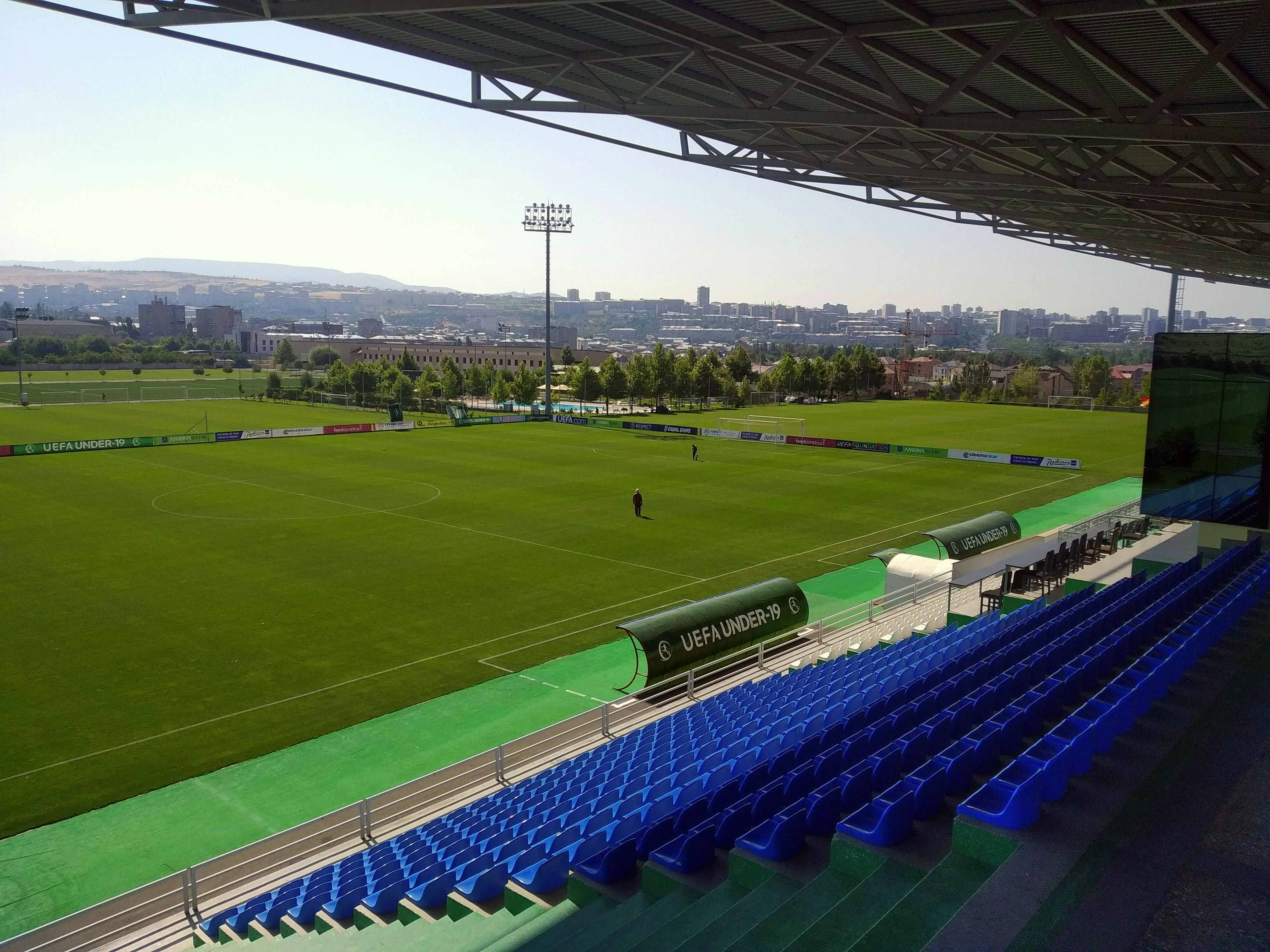
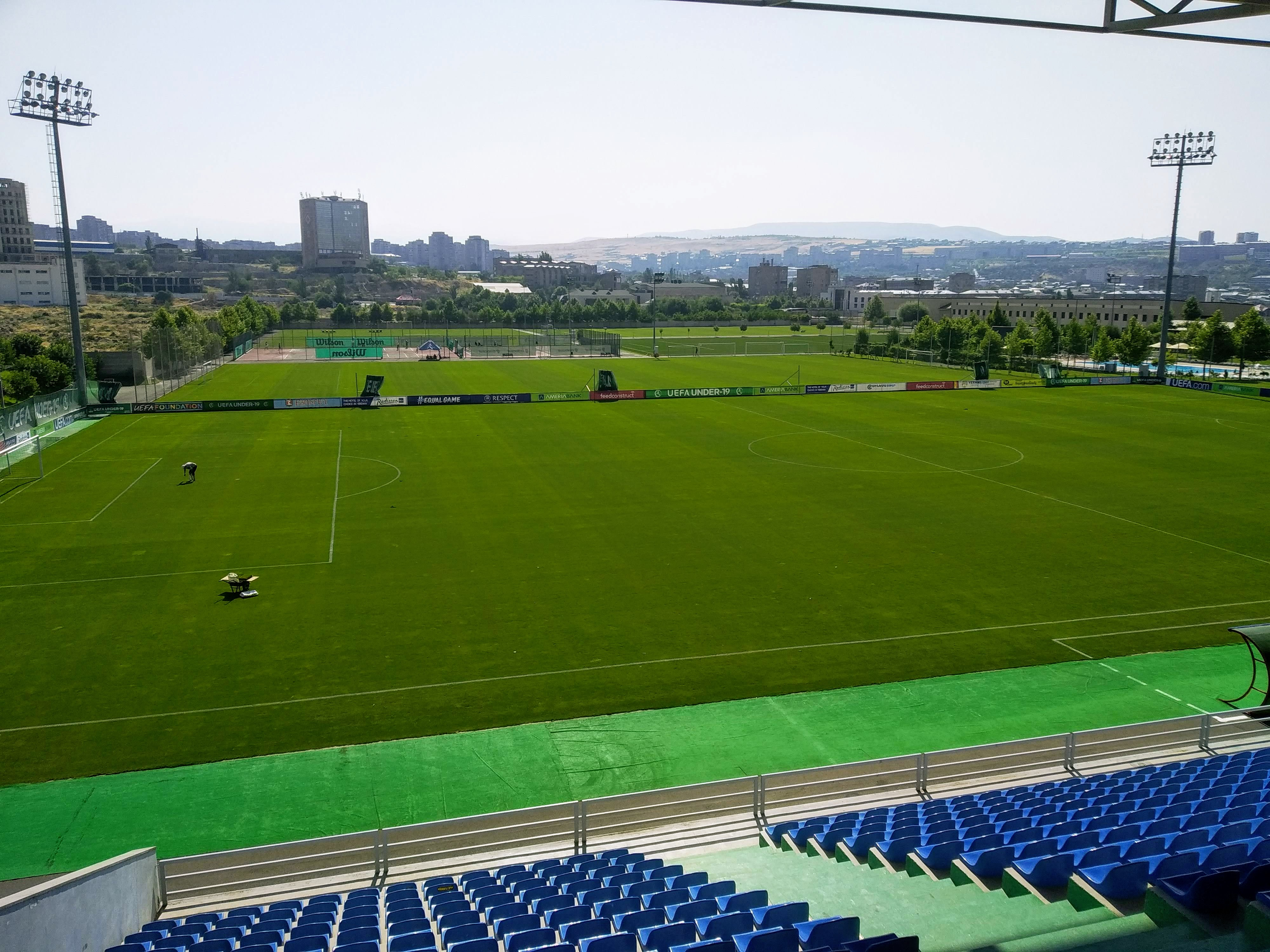
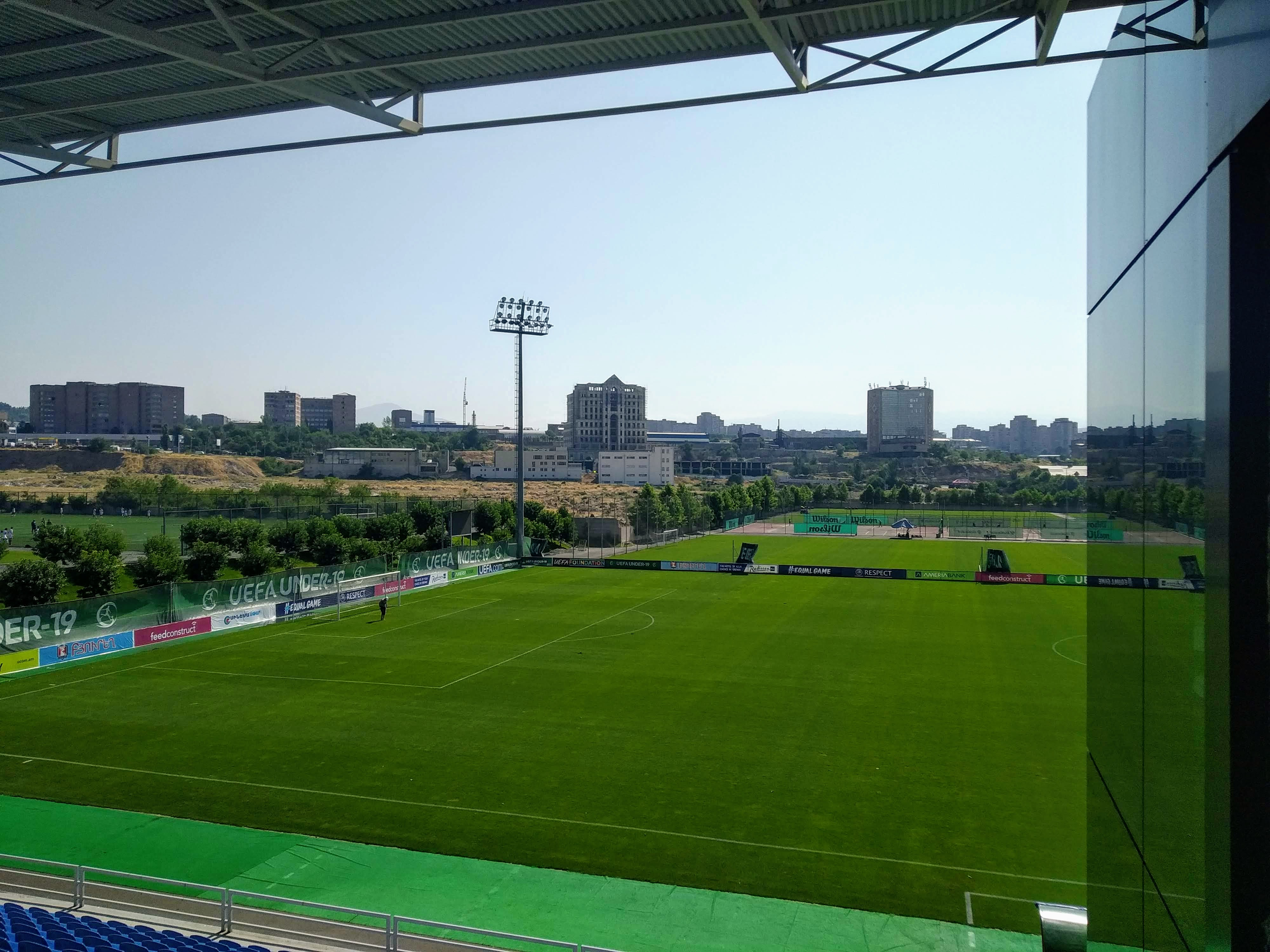